# Carl Rackemann
Carl Gray Rackemann, OAM, est un joueur de cricket international australien né le 3 juin 1960 à Wondai. Lanceur rapide de l'équipe du Queensland, il dispute 12 test-matchs et 52 ODI avec la sélection nationale australienne entre 1982 et 1991. Sa carrière internationale est interrompue de 1985 à 1989 à cause de sa participation à deux « tournées rebelles » en Afrique du Sud alors que celle-ci est au ban du cricket mondial à cause de sa politique d'apartheid, ce qui lui vaut d'être suspendu. Il est l'entraîneur de l'équipe nationale du Zimbabwe de 2000 à 2001.

## Biographie
Carl Rackemann naît le 3 juin 1960 à Wondai, à proximité de Brisbane. Il débute en cricket « first-class » avec l'équipe du Queensland au cours de la saison 1979-1980. Il dispute son premier test-match avec l'équipe d'Australie en novembre 1982 lors du deuxième match de la série des Ashes contre l'Angleterre, au 'Gabba de Brisbane. Il prend la place de Dennis Lillee, blessé, mais est victime d'une déchirure qui l'empêche de lanceur pendant une partie de la rencontre. Il est sélectionné pour la première fois en ODI au cours du tournoi entre l'Australie, l'Angleterre et la Nouvelle-Zélande en janvier 1983. Il est élu « homme du match » de son deuxième test en novembre 1983 lorsqu'il prend 11 guichets en concédant 118 courses contre le Pakistan au WACA Ground de Perth.
En 1985, l'Australie se rend en Angleterre pour y disputer les Ashes. Sans le savoir, les sélectionneurs choisissent des joueurs qui ont secrètement signé un contrat avec la South African Cricket Union pour effectuer une tournée « rebelle » en Afrique du Sud fin 1985 alors que celle-ci est boycottée au niveau mondial à cause de sa politique d'apartheid. Lorsque la nouvelle est révélée par la presse, Rackemann, initialement pas choisi pour le voyage en Angleterre, est rappelé, mais il a lui aussi décidé de partir en Afrique du Sud. Il participe aux deux tournées rebelles australiennes, la première en 1985-1986, la deuxième en 1986-1987, jouant dans l'intervalle pour l'équipe du Natal. Comme les autres joueurs, il est suspendu par l'Australian Cricket Board deux ans des compétitions australiennes et trois ans de l'équipe nationale à compter de la première tournée, suspensions toutes deux prolongées d'un an à l'issue de la seconde.
Avec Terry Alderman et Trevor Hohns, il est l'un des trois seuls anciens « rebelles » à avoir retrouvé l'équipe d'Australie après leur suspension. Il compte notamment sept sélections en test-matchs de 1989 à 1991. Avec le Queensland, il remporte notamment la finale de la saison 1994-1995 du Sheffield Shield, disputée au 'Gabba, pour ce qui constitue le premier titre de l'équipe en 63 ans dans la compétition. Il passe une saison avec le Surrey County Cricket Club, en Angleterre, en 1995 et dispute ses derniers matchs avec le Queensland lors de la saison 1995-1996.
En 2000, il est nommé entraîneur de l'équipe nationale du Zimbabwe, un poste qu'il occupe jusqu'en octobre 2001, mais ne peut pas le prolonger à cause de ses affaires en Australie. Il est la troisième génération de sa famille à s'occuper d'une ferme de cacahuètes près de Kingaroy. En 2011, il annonce qu'il se présente pour les élections organisées en 2012 pour devenir membre du Parlement du Queensland, sous les couleurs du Katter's Australian Party.

## Bilan sportif

### Principales équipes
| Équipe                 | Test                  | ODI                   |
| ---------------------- | --------------------- | --------------------- |
| Australie              | 1982 - 1991           | 1983 - 1991           |
| Équipe                 | First-class           | List A                |
| Queensland (Australie) | 1979-1980 - 1995-1996 | 1979-1980 - 1994-1995 |
| Surrey (Angleterre)    | 1995                  | 1995                  |

### Statistiques
Carl Rackemann dispute avec l'équipe d'Australie 12 test-matchs entre 1982 et 1991, prenant 39 guichets à la moyenne de 29,15. En 52 ODI entre 1983 et 1991, il en totalise 82 à la moyenne de 22,35. Avec le Queensland, il accumule 425 guichets en rencontres catégorisées « first-class », un record pour l'équipe de cet état, dépassé au cours de la saison 2003-2004 par Michael Kasprowicz.

## Honneurs
Carl Rackemann reçoit en 2011 la médaille de l'ordre d'Australie.